# 장사항 (속초시)
장사항은 강원특별자치도 속초시 장사동에 있는 어항이다. 2004년 11월 8일 어촌정주어항으로 지정하여 관리하고 있다. 시설관리자는 속초시장이다.

## 어항 연혁
2008년 8월 26일 강원도 속초시는 장사동의 '사진항' 명칭을 '장사항'으로 변경하기로 했다. 시는 "장사동의 사진항은 주변에 횟집단지가 몰려 있고 매년 여름 오징어축제도 개최돼 관광객들이 많이 찾는 곳이나 지역명과 다른 항구 이름으로 인한 혼란이 초래되고 있어 명칭을 바꾸기로 했다"고 밝혔다.
2008년 9월 19일 강원도 속초시는 '사진항' 명칭을 '장사항'으로 변경 고시하였다.

## 어항 시설
- 방파제 490m, 방사제 144m, 물량장 330m[2]

## 어항 구역
- 수역: 본 방파제 기점에서 북서측으로 130m떨어진 점(X:525,012.646 Y:163,772.840)에서 NE방향으로 320m(X:525,167.918 Y:164,052.645) 이동하여 직각인 SE방향으로 530m 지점(X:524,704.492 E:164,309.814)에서 직각으로 SW방향 320m 이동하여 해안선과 접한 지점(X:524,545.352 Y:164,028.446)선내의 구역[2]
- 육역: 속초시 장사동 548-4 외 9필지[3]

## 관련 축제
- 장사항 오징어 맨손잡기 축제